# Motivation EP
Motivation EP – minialbum grupy muzycznej Sum 41 wydany 12 marca 2002 roku.

## Lista utworów
1. "Motivation"
2. "All She's Got" (Live)
3. "Crazy Amanda Bunkface"
4. "What We're All About"